# Jean Petit (sociòleg)
Jean Petit va ser un pedagog, sociòleg i psicòleg que, entre molts àmbits, va destacar per la implicació i l'apassionament en l'ensenyament de les llengües minoritzades a l'estat francès. Va defensar especialment l'alsacià, amb la publicació d'un bon grapat de llibres i articles i, fins i tot, peticions al primer ministre francès Lionel Jospin, el 2002.
Va ser professor de la Universitat de Reims i professor invitat permanent a la Universitat de Constança.
Els darrers anys de la seva vida els va passar a la Catalunya Nord, concretament a Sant Andreu de Sureda (el Vallespir), on participava en la defensa del català. També va intervenir, sovint, en el debat públic sobre l'ensenyament.